# Prunus chiapensis
Prunus chiapensis — вид квіткових рослин з родини трояндових (Rosaceae). Ареал охоплює такі країни: Гватемала, Мексика (Чьяпас).

## Середовище
Цей вид мешкає в особливому мікрокліматі, на межі субтропічних/тропічних вологих низовин та субтропічних/тропічних вологих гірських лісів на метаморфічних ґрунтах. Цей вид зустрічається на висотах від 1600 до 2000 метрів. Середовище існування зазнає скорочення внаслідок розширення сільського господарства та інтенсивної вирубки лісів..

## Морфологічна характеристика
Це вічнозелене дерево 6–12 метрів заввишки.